# Ramscheid (Kulmbach)
Ramscheid (oberfränkisch: Rom-scheid) ist ein Gemeindeteil der Großen Kreisstadt Kulmbach im Landkreis Kulmbach (Oberfranken, Bayern). Ramscheid liegt in der Gemarkung Lehenthal.

## Geografie
Der Weiler ist ein lockerer Siedlungsverband von fünf Anwesen. Ein Anliegerweg führt jeweils zu einer Gemeindeverbindungsstraße. Die eine führt nach Baumgarten (0,7 km nördlich) bzw. nach Oberndorf (0,7 km südlich), die andere führt ebenfalls nach Baumgarten (0,6 km nordwestlich) bzw. nach Gumpersdorf (0,8 km südöstlich).

## Geschichte
Der Ort wurde 1605 als „Romscheid“ erstmals urkundlich erwähnt. Das Grundwort ist „scheit“ (mhd. für Grenze) und „raban“ (ahd. für Rabe). Ramscheid lag an der Fraischgrenze des markgräflichen Amtes Kulmbach und des bambergischen Amtes Stadtsteinach.
Gegen Ende des 18. Jahrhunderts bestand Ramscheid aus 5 Anwesen. Das bayreuthische Stadtvogteiamt Kulmbach übte das Hochgericht aus und hatte zugleich die Dorf- und Gemeindeherrschaft. Grundherren waren das Vogteiamt Seibelsdorf (1 Gut, 1 Gütlein), 1 Söldengut und das Bürgerhospital Kulmbach (2 Güter).
Von 1797 bis 1810 unterstand der Ort dem Justiz- und Kammeramt Kulmbach. Mit dem Gemeindeedikt wurde Ramscheid dem 1811 gebildeten Steuerdistrikt Lehenthal und der 1812 gebildeten gleichnamigen Ruralgemeinde zugewiesen. Am 1. Januar 1976 wurde Ramscheid im Zuge der Gebietsreform in Bayern nach Kulmbach eingegliedert.

### Einwohnerentwicklung
| Jahr      | 001809 | 001818 | 001861 | 001871 | 001885 | 001900 | 001925 | 001950 | 001961 | 001970 | 001987 |
| Einwohner | 27     | 25     | 31     | 33     | 30     | 33     | 32     | 31     | 26     | 20     | 8      |
| Häuser    |        | 5      |        |        | 5      | 5      | 5      | 4      | 4      |        | 4      |
| Quelle    | [ 11 ] | [ 8 ]  | [ 12 ] | [ 13 ] | [ 14 ] | [ 15 ] | [ 16 ] | [ 17 ] | [ 18 ] | [ 19 ] | [ 1 ]  |

## Religion
Ramscheid ist seit der Reformation evangelisch-lutherisch geprägt und nach Lehenthal gepfarrt.